# Young, Wild & Free
Young, Wild & Free è una canzone interpretata dai rapper Snoop Dogg e Wiz Khalifa alla quale il cantante hawaiano Bruno Mars partecipa come featured artist. Si tratta del primo singolo estratto dalla colonna sonora Mac & Devin Go to High School, disco pubblicato per la promozione dell'omonimo film che vede i due rapper come protagonisti. Nella sua prima settimana la canzone ha venduto (nel mercato digitale) 159 000 copie debuttando alla numero 10 nella Billboard Hot 100.
Nei primi sei mesi del 2012, il singolo ha venduto 2 029 000 copie negli Stati Uniti.

## Video musicale
Il videoclip della canzone è stato girato nei primi di ottobre mentre è stato premierato su YouTube il 10 ottobre 2011 e il 23 dello stesso mese su MTV. Esso è della durata di 3 minuti e 28 secondi. Bruno Mars non è presente nel video.

## Classifiche
| Classifica (2011) | Posizione Massima |
| ----------------- | ----------------- |
| Australia         | 4                 |
| Austria           | 17                |
| Belgio (Fiandre)  | 9                 |
| Belgio (Vallonia) | 13                |
| Canada            | 13                |
| Corea del Sud     | 20                |
| Danimarca         | 19                |
| Francia           | 6                 |
| Germania          | 15                |
| Irlanda           | 33                |
| Israele           | 3                 |
| Italia            | 5                 |
| Norvegia          | 6                 |
| Nuova Zelanda     | 2                 |
| Paesi Bassi       | 11                |
| Stati Uniti       | 7                 |
| Regno Unito       | 44                |
| Svezia            | 14                |
| Svizzera          | 6                 |

### Classifiche di fine anno
| Classifica (2012) | Posizione |
| ----------------- | --------- |
| Canada            | 43        |
| Stati Uniti       | 32        |

## Date di pubblicazione
| Paese       | Data            | Formato          | Etichetta        |
| ----------- | --------------- | ---------------- | ---------------- |
| Stati Uniti | 11 ottobre 2011 | Digital download | Atlantic Records |
| Regno Unito | 4 dicembre 2011 | Digital download | Atlantic Records |